# 데어 슈탄다르트
데어 슈탄다르트(독일어: Wiener Zeitung)는 오스트리아의 신문이다.